# Орган, Марджори
Марджори Орган (3 декабря 1886 — июль 1930) — американская художница ирландского происхождения, иллюстратор, автор карикатур.

## Биография
Марджори Орган была одной из пяти детей ирландского дизайнера обоев; в возрасте 13 лет Орган вместе с семьёй переехала в США. Некоторое время она обучалась в Хантерском колледже, но после бросила его, чтобы обучаться у иллюстратора и карикатуриста Дэна Маккарти.
В 1902 году в возрасте 16 лет Марджори Орган получила работу художника комиксов в издании New York Journal American Уильяма Рэндольфа Херста, став тогда единственной женщиной в составе художников. Там она стала автором нескольких серий комиксов, самой длительной из которых стала серия Reggie and the Heavenly Twins. Другими комиксами её авторства были The Man Hater Club и Strange What a Difference a Mere Man Makes в издании New York World.
В начале 1908 года она познакомилась с Робертом Генри и вскоре начала обучаться под его руководством в Нью-Йоркской школе искусств. 5 мая 1908 года Орган и Генри поженились. Марджори Орган продолжила заниматься искусством и созданием комиксов и карикатур под своей прежней фамилией, но после вступления в брак была более известна как натурщица для работ супруга. Работы Орган появились на выставке Armory Show 1913 года.
В 1929 году Роберт Генри скончался от рака. Спустя год Марджори Орган умерла в результате той же болезни.

## Портреты Марджори Орган, созданные Робертом Генри
- O in Black with Scarf, (1910), Музей изобразительных искусств Сан-Франциско
- Маскарадное платье, (1911), Метрополитен-музей[8]
- Портрет Миссис Генри, (1914), Художественный музей Сан-Диего
- Пляжная шляпка, (1914), Детройтский институт искусств
- Марджори Орган Генри, частное собрание Роберта Генри[9]

Роберт Генри также создал по крайней мере два портрета сестры Марджори — Вайолет Орган.
- Вив (Мисс Вайолет Орган), (1919), частное собрание[11]
- Вайолет Орган, акварель, (1921) частное собрание[12]